# Макарово (Брянская область)
Макарово — деревня в Жирятинском районе Брянской области, в составе Жирятинского сельского поселения. 
 Расположена в 3 км к юго-западу от села Савлуково, на правом берегу Судости. Население — 50 человек (2010).

## История
Впервые упоминается в 1704 году как «село»; позднее — деревня. До 1781 года входила в Почепскую (1-ю) сотню Стародубского полка; с 1782 до 1918 в Мглинском повете, уезде (с 1861 — в составе Кульневской волости); в 1918—1924 гг. — в Почепском уезде (та же волость).
В 1924—1929 гг. в Жирятинской волости Бежицкого уезда, с 1929 года — в Жирятинском районе, а при его временном расформировании (1932—1939, 1957—1985 гг.) — в Брянском районе. До 2005 года входила в Савлуковский сельсовет.